# Dârvari
Dârvari es una comuna ubicada en el distrito de Mehedinți, Rumania.

## Superficie
Cuenta con una superficie de 68,75 kilómetros cuadrados.

## Demografía
Hasta 2021 la población era de 2090 habitantes, con una densidad de población de 30,40 habitantes por kilómetro cuadrado.
| Gráfica de evolución demográfica de Dârvari entre 1992 y 2021                        |
|                                                                                      |
| Datos según City Population y Population statistics of Eastern Europe & former USSR. |